# Кирквуд, Джимми
Джеймс Уильям (Джимми) Кирквуд (англ. James William (Jimmy) Kirkwood, род. 12 февраля 1962, Лисберн) — ирландский и британский хоккеист (хоккей на траве), нападающий, ирландский крикетист. Олимпийский чемпион 1988 года.

## Биография
Джимми Кирквуд родился 12 февраля 1962 года в британском городе Лисберн в Северной Ирландии.
Окончил школу Френдс в Лисбёрне и университет Квинс в Белфасте, где изучал экономику.
С юности занимался хоккеем на траве, крикетом и регби. До 1986 года играл за команду университета Квинс, затем за ИМКА из Белфаста и «Лиснагарви». Десять раз становился обладателем Кубка Ирландии: в 1981 году в составе университета Квинс, в 1985 году в составе ИМКА, в 1988—1994 и 1997 году в составе «Лиснагарви». В 1991 году стал победителем Клубного трофея. Шесть раз был чемпионом Ольстерской лиги (1990—1992, 1994—1995, 1997).
В 1978 году в составе сборной Ирландии завоевал серебряную медаль юниорского чемпионата Европы. В главной команде страны дебютировал в 1981 году в 18-летнем возрасте. В её составе участвовал в чемпионатах Европы 1987, 1991 и 1995 годов, в чемпионате мира 1990 года.
В 1987 году дебютировал в составе сборной Великобритании в Трофее чемпионов.
В 1988 году вошёл в состав сборной Великобритании по хоккею на траве на летних Олимпийских играх в Сеуле и завоевал золотую медаль. Играл на позиции нападающего, провёл 2 матча, мячей не забивал.
После Олимпиады не играл в составе британцев. Выступал за сборную Ирландии в квалификационном турнире летних Олимпийских игр 1992 года.
В течение карьеры провёл за сборную Ирландии 48 матчей, за сборную Великобритании — 31.
Также играл в крикет за Лисберн, а также за юношескую, юниорскую и молодёжную сборные Ирландии. 17 августа 1983 года дебютировал в главной сборной Ирландии в матче против Глостершира.
Работает банковским служащим в Белфасте.

## Увековечение
В 2014 году введён в Зал славы Ирландской ассоциации хоккея на траве.